# Orso I Partecipazio
Orso I Partecipazio (IX secolo – Venezia, 881) fu, secondo la tradizione, il 14º doge della Repubblica di Venezia.
Pare che fosse nipote del decimo doge Angelo Partecipazio.
Venne eletto, probabilmente per acclamazione, quasi subito dopo la morte del predecessore, i cui assassini furono catturati verso la fine dell'anno 864, processati e giustiziati.
Come il predecessore, Orso I Partecipazio combatté i pirati ed i saraceni che infestavano l'Adriatico, grazie anche a navi più grandi di quelle usate dai veneziani fino ad allora.
Nell'anno 880 concluse un trattato di pace con il patriarca di Aquileia, che era sempre in urto con quello di Grado, protetto da Venezia; in questo trattato ottenne pure che i quattro fondaci di sua proprietà presenti ad Aquileia fossero esonerati dalle imposte, mentre i suoi concittadini ottennero solo limitate riduzioni.
Ottenne dall'assemblea dei venetici che il figlio Giovanni fosse eletto alla co-reggenza. Promosse l'ampliamento della città (a Rialto e Dorsoduro, nell'attuale centro storico), ed in una solenne assemblea rinnovò il divieto del commercio degli schiavi. Fu nominato protospatario dall'imperatore di Bisanzio, Basilio, di cui aveva sposato una nipote, che gli diede cinque o sei figli.
Morì nell'881 e fu sepolto nella Chiesa di San Zaccaria.